# Err
Err – miejscowość i gmina we Francji, w regionie Oksytania, w departamencie Pireneje Wschodnie.
Według danych na rok 1990 gminę zamieszkiwało 398 osób, a gęstość zaludnienia wynosiła 15 osób/km² (wśród 1545 gmin Langwedocji-Roussillon Err plasuje się na 565. miejscu pod względem liczby ludności, natomiast pod względem powierzchni na miejscu 249.). 

## Zabytki
Zabytki na terenie gminy posiadające status monument historique:
- kościół Saint-Génis (Église Saint-Génis d'Err)